# Víctor Hugo Rodríguez
Víctor Hugo Rodríguez (Concepción, Tucumán, Argentina, 4 de octubre de 1993), es un futbolista argentino juega como Centrocampista en Concepción Fútbol Club  de la Liga tucumana de Fútbol.
Debutó en Concepción FC (en 2012). Fue una de las grandes figuras (de los de la perla del sur) en el ascenso del Federal B al Federal A. A finales del 2015 ficha en San Martín de Tucumán para la temporada 2016.

## Clubes
| Club                  | País      | Año         | PJ | Anotado |
| --------------------- | --------- | ----------- | -- | ------- |
| Concepción FC         | Argentina | 2012 - 2015 | 85 | 12      |
| San Martín de Tucumán | Argentina | 2016 - 2018 | 53 | 3       |
| Flandria              | Argentina | 2018 - 2021 | -  | -       |
| Deportivo Lorens      |           | 2021-2024   |    |         |
| Concepción Fc         |           | 2024        |    |         |

- Sólo se cuentan los goles en Competencias oficiales

## Palmarés
| Título              | Club                   | País      | Año  |
| ------------------- | ---------------------- | --------- | ---- |
| Torneo Federal B    | Concepción Fútbol Club | Argentina | 2014 |
| Torneo Federal A    | San Martín (T)         | Argentina | 2016 |
| Ascenso a Superliga | San Martín (T)         | Argentina | 2018 |